# پنجره (فیلم ۱۹۴۹)
پنجره (انگلیسی: The Window) یک فیلم نوآر سیاه و سفید در سبک‌های سرقت و درام به کارگردانی تد تتزلف است که در سال ۱۹۴۹ منتشر شد.
تد تتزلف پیش از این، فیلم‌بردار بیش از ۱۰۰ فیلم از جمله بدنام اثرِ آلفرد هیچکاک بود.
بعدها، این فیلم سه مرتبه بازسازی شد که دو تای آنها با نام‌های شاهد عینی (۱۹۷۰) و ماجرای مرموز و پرالتهاب (۱۹۸۴) موفق‌تر بودند.

## بازیگران
- باربارا هایلی
- آرتور کندی
- پال استوارت
- روت رومن
- بابی دریسکال
- باد فاین
- ریچارد بندیکت
- جیمز نولان
- لی فلیپس

## جوایز و افتخارات
- ۱۹۵۰ - برندهٔ جایزهٔ ادگار آلن پو برای «بهترین فیلم»
- ۱۹۵۰ - نامزدِ دریافتِ جایزه اسکار بهترین تدوین
- ۱۹۵۰ - نامزدِ دریافتِ جایزهٔ آکادمی هنرهای سینمایی و تلویزیونی بریتانیا (بفتا) برای «بهترین فیلم»
- ۱۹۵۰ - نامزدِ دریافتِ جایزهٔ انجمن نویسندگان آمریکا برای «بهترین درام آمریکایی»